# Ремета (поток)
Ремета је водени ток на Фрушкој гори, лева је притока Генералног канала, дужине 15,5km, површине слива 61,5km², у сливу Саве.
Извире на јужним падинама Фрушке горе на 250 м.н.в.). Текући ка југозападу протиче кроз насеље Чалма. Вечим делом тока Ремета је каналисана, улива се у Генерални канал на 87 м.н.в. Важније притоке су Планта која протиче кроз насеље Шишатовац, Надеж и водоток који протиче кроз насеље Дивош близу манастира Кувеждин. У изворишном делу слива, недалеко од Шишатовца налази се манастир Петковица.